# Надбубрежна жлезда
Надбубрежне жлезде се налазе на горњим половима бубрега. Састоје се из два дела, коре и сржи, који се међусобно разликују и по пореклу и по функцији.
Кора лучи следеће групе хормона:
- минералокортикоиде: алдостерон, кортикостерон, дезоксикортикостерон, који регулишу промет минерала (посебно натријума и калијума) и воде, чиме одржавају хомеостазу; називају се хормони који чувају живот;Они такође смањују реапсорпцију калијума у бубрежним каналићима што доводи до излучивања калијума мокраћом и смањења концентрације калијума у крви.
- гликокортикоиде: кортизол, хидрокортизол, кортикостерон. Међу њима је најактивнији кортизол. Они регулишу промет угљених хидрата, протеина и липида. Ови хормони утичу на стварање глукозе из аминокиселина и протеина, повећавају концентрацију глукозе у крви процесом гликонеогенезе. Спречавају развој запаљењских процеса тј. делују антиинфламаторно, смањују број лимфоцита и еозинофила и спречавају настанак везивног ткива.
- андрогене и естрогене хормоне (естрон, естриол, естрадиол) који утичу на развој полних органа у дечјем узрасту.

Срж надбубрежне жлезде лучи адреналин и норадреналин. Њихово дејство је слично дејству симпатичког нервног система – убрзавају рад срца, повећавају крвни притисак итд.